# Way station
Way Station (МФА: [ˈweɪ ˈsteɪʃən]; укр. «Пересадкова станція») — український пост-рок / пост-метал гурт, заснований у 2010 році Микитою Юдіним.
Музичний стиль гурту Way Station характеризують як інструментальний рок, пост-рок або пост-метал. Також їх творчість порівнюють з такими гуртами як: God is an Astronaut та Maybeshewill.
На концертах гурт використовує тематичний відеоряд до кожної композиції, а Микита під час гри на гітарі іноді використовує смичок.

## Історія
Історія створення гурту розпочалась у 2005 році. На той час Микита вчився у Дніпропетровській консерваторії ім. М.Глінки, також грав з друзями по вишу в рок-колективі. Хлопці відправили заявку на конкурс молодих талантів «Слухай Чернігівське», а улюблена книга дитинства Микити «Пересадкова Станція» Кліффорда Саймака стала назвою гурту. Участь у конкурсі завершилась успіхом: гурт увійшов у 10 найкращих, а пісня «Зима» потрапила до збірки «Слухай Чернігівське», яка була видана на CD місцевою радіостанцією. Пізніше назву було змінено на «Way Station» — за оригіналом книги.
У 2009 році, Микита переїхав до Києва та деякий час був у пошуку нових музикантів.
У 2011 році в оновленому складі, разом з Віталієм Єрмаком (ударні) та сесійним музикантом Віктором Раєвським (бас), колектив грає разом з Maybeshewill. То був перший концерт під назвою Way Station. Через деякий час басистом стає Василь Старшинов, з яким Микита грав у гурті ще в Дніпрі.
У 2013 році Way Station випускає свій перший сингл «Road», за ним «Last Launch», а потім вже і перший альбом «The Ships», виданий 27 листопада 2013 року на CD українським лейблом AZH Promo.
Наприкінці 2014 року гурт видає сингл «2 Million Light Years», який розповсюджувався безкоштовно і тільки у цифровому форматі. До синглу «2 Million Light Years» увійшов однойменний трек та експериментальний бісайд: «And They Will Not Learn Warfare Anymore».
За час свого існування Way Station також грали на одній сцені з This Will Destroy You, Lymbyc Systym та тричі — з Maybeshewill, враховуючи їх останній концерт у Києві у лютому 2016 року. Також у 2016 році басистом Way Station стає Артем Кривенко.
Наприкінці 2017-го у якості анонсу майбутнього альбому «The Way Of Minstrel» було випущено сингл «Clouds Dropped Down».

## Склад
- Микита Юдін — гітара, вокал
- Артем Кривенко — бас (з 2016)
- Денис Швець — ударні (з 2018)

###### Колишні учасники
- Василь Старшинов — бас
- Віталій Єрмак — ударні
- Олександр Турченко — бас

- Віктор Раєвський — бас
- Андрій Захаров

- Євген Михайліч

## Дискографія

### Студійні альбоми
- 2013 — The Ships
- 2018 — The Way of Minstrel

### Сингли
- 2013 — Road (single)
- 2013 — Last Launch (single)
- 2014 — 2 Million Light Years (single)
- 2017 — Clouds Dropped Down (single)

### Інше
- 2015 — Silent (Своєрідний кавер на Різдвяний гімн «Тіха ніч». Був виданий гуртом 25 Грудня 2015 року, як Різдвяний подарунок слухачам. Через деякий час був видалений із мережі.)

## Цікаві факти
У композиції «The Heaven And The Earth» з альбому «The Ships» використана промова членів команди американської космічної програми Аполлон-8. Під час польоту люди вперше залишили гравітаційне поле Землі і опинилися в гравітаційному полі її супутника. 24 грудня 1968 року перебуваючи на орбіті Місяця, кожний член екіпажу прочитав уривок з першої глави Біблії — Буття 1:1-10
Назва бісайда «And They Will Not Learn Warfare Anymore» з синглу «2 Million Light Years» — запозичена з напису на будівлі ООН у Вашингтоні, яка в свою чергу, взята із Біблії — Ісаї 2:4.